# El Rrollo enmascarado
El Rrollo emmascarado va ser una revista de còmic underground autoeditada a partir de 1973 a Barcelona pels autors Farry, Xavier Mariscal, Nazario Luque Vera i Pepichek, El format de la revista era el de quadern grapat de 28 pàgines interiors en blanc i negre i tintes monocroma alternes (vermell, blau, taronja, negre), més les cobertes en bitò. Es va imprimir en els últims anys de la dictadura franquista. Aquesta publicació és considerada el primer exemple consistent de còmic underground a Espanya.

## Trajectòria editorial
L'origen de la revista es remunta a la tardor de 1973, quan els germans barcelonins Miquel i Josep Farriol, coneguts com a Farry i Pepichek, van presentar mútuament al sevillà Nazario i al valencià Mariscal al Cafè de l'Òpera. Gràcies a la mediació d'Antonio Martin, en aquelles dates editor de la revista Bang! la impremta Àgil Offset, accedeix a imprimir un total de 1.000 exemplars, Antonio Martin, els aconsella d'editar la revista seguint tots els cursos legals, per tal de poder-ho fer així cal que tota l'obra sigui d'un sol autor, convertint-se en una obra autoeditada i essent-ne l'únic responsable legal, arriben a l'acord que aquest sigui Miguel Farriol.
fc
Dels mil números impresos, només declaren haver imprès 300 exemplars per tal de prevenir possibles problemes amb les autoritats, així el dia 7 de setembre del 1973, presenten 6 exemplars a les oficines del Ministeri d'informació i Turisme per la seva revisió. Menys de vint-i-quatre hores després les autoritats per ordre del fiscal de l'Ordre Públic, es presenten a la impremta i al domicili dels germans Farriol, per tal de segrestar la revista i les planxes originals. Aquesta acció ve provocada per les sis pàgines de la historieta de Nazario titulada Sabado Sabadete. El fiscal demana per Miguel Farriol, una multa de 15.000 pessetes, 9 anys d'inhabilitació especial i sis mesos d'arrest major, acusat d'Escàndol Públic.
Una vegada segrestades una part de les revistes de la primera impressió, Miguel Farriol i a l'espera del judici, contacta a través d'algunes amistats amb Jaime Roselló, propietari de la impremta "Gràfiques Dante", en aquesta impremta i aprofitant que no havien segrestat els fotòlits, fan una segona tirada de 2.000 exemplars per tal de poder assumir les costes del judici, a diferència de la primera aquesta és íntegrament en blanc i negre i la venen els mateixos autors pels bars.
La sentència del judici es va donar a conèixer el 31 de maig del 1974, Miguel Farriol va ser absolt sense càrrecs i es van eliminar les traves legals per a la impressió, venda, difusió i lliure circulació de la revista.